# Zboiska (rejon radziechowski)
Zboiska (ukr. Збоївська) – wieś na Ukrainie, w rejonie radziechowskim obwodu lwowskiego. Wieś liczy około 110 mieszkańców.
W 1835 osiedli tutaj niemieccy, protestanccy koloniści. Na południu znajdowała się natomiast kolonia Heinrichsdorf.
W II Rzeczypospolitej do 1934 samodzielna gmina jednostkowa. Następnie wieś należała do zbiorowej wiejskiej gminy Korczyn w powiecie sokalskim w woj. lwowskim. Po II wojnie światowej znalazła się w Związku Radzieckim. 
2 marca 1944 r. nacjonaliści ukraińscy z OUN - UPA zamordowali tutaj 11 Polaków.